# Terina

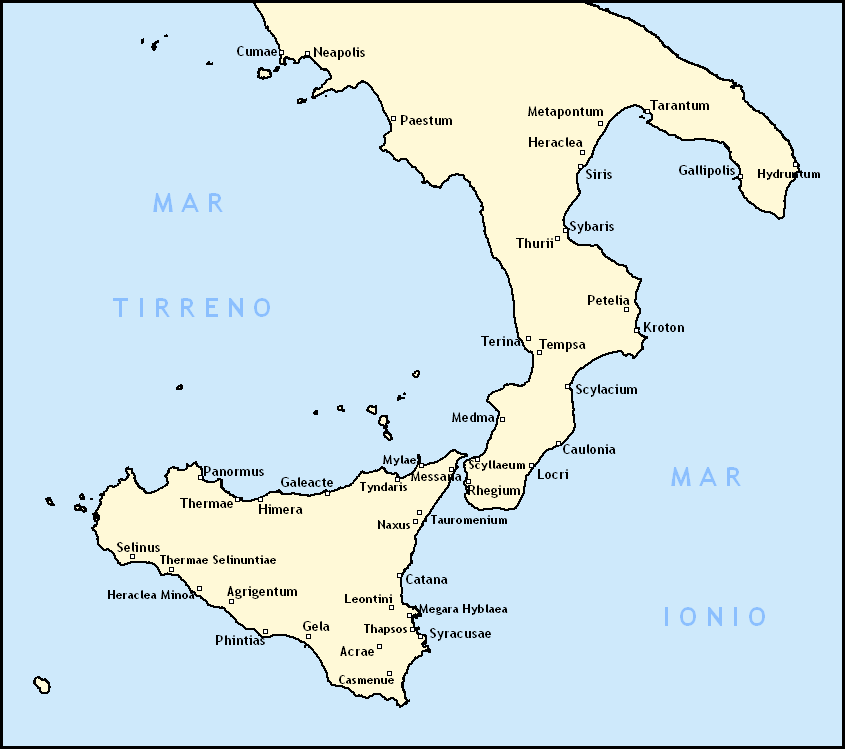
Karta över grekiska kolonier i Syditalien

Terina var en stad i Magna Graecia som låg i Kalabrien där floden Ocinaros rann ut i Tyrrenska havet. Det råder oenighet om exakt var Terina ligger.

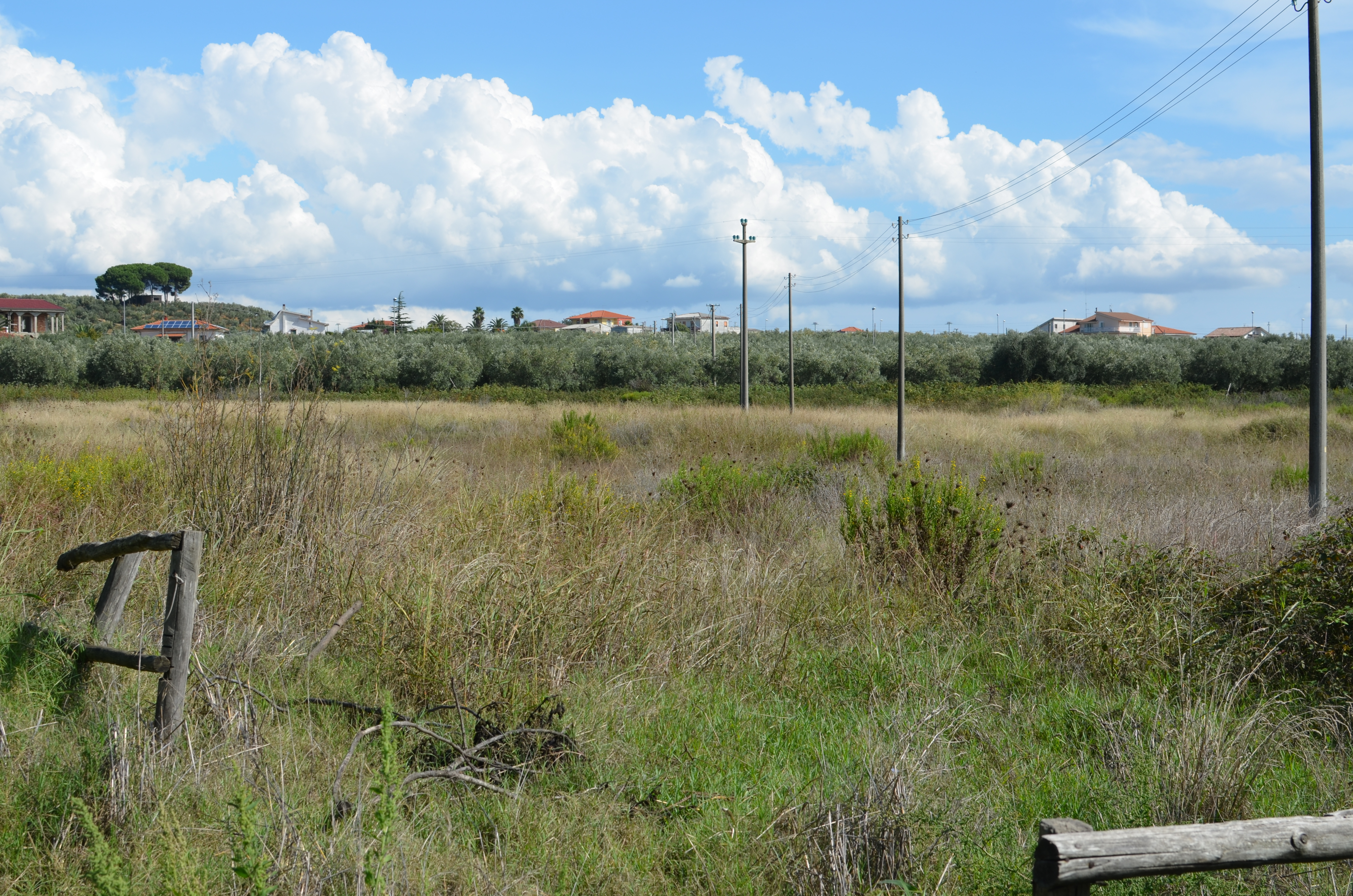

Terina var en grekisk koloni som grundades på 600-talet f.Kr. De hade för avsikt att utöka sin kontroll över Tyrrenska havet, men kom istället att själva erövras. På 500-talet och 400-talet f.kr kontrollerades Terina, liksom andra grekiska kolonier i Kalabrien, av Syrakusa. På 300-talet f.Kr. erövrades staden av bruttierna. Efter kriget mot Taranto (272 f.Kr.) hamnade man under romersk kontroll. Terina förstördes 203 f.Kr. av Hannibal.